# Fontenay-sur-Vègre
Pour les articles homonymes, voir Fontenay.
Fontenay-sur-Vègre est une commune française, située dans le département de la Sarthe en région Pays de la Loire, peuplée de 309 habitants (les Fontenaysiens).
La commune fait partie de la province historique du Maine, et se situe dans la Champagne mancelle.

## Géographie

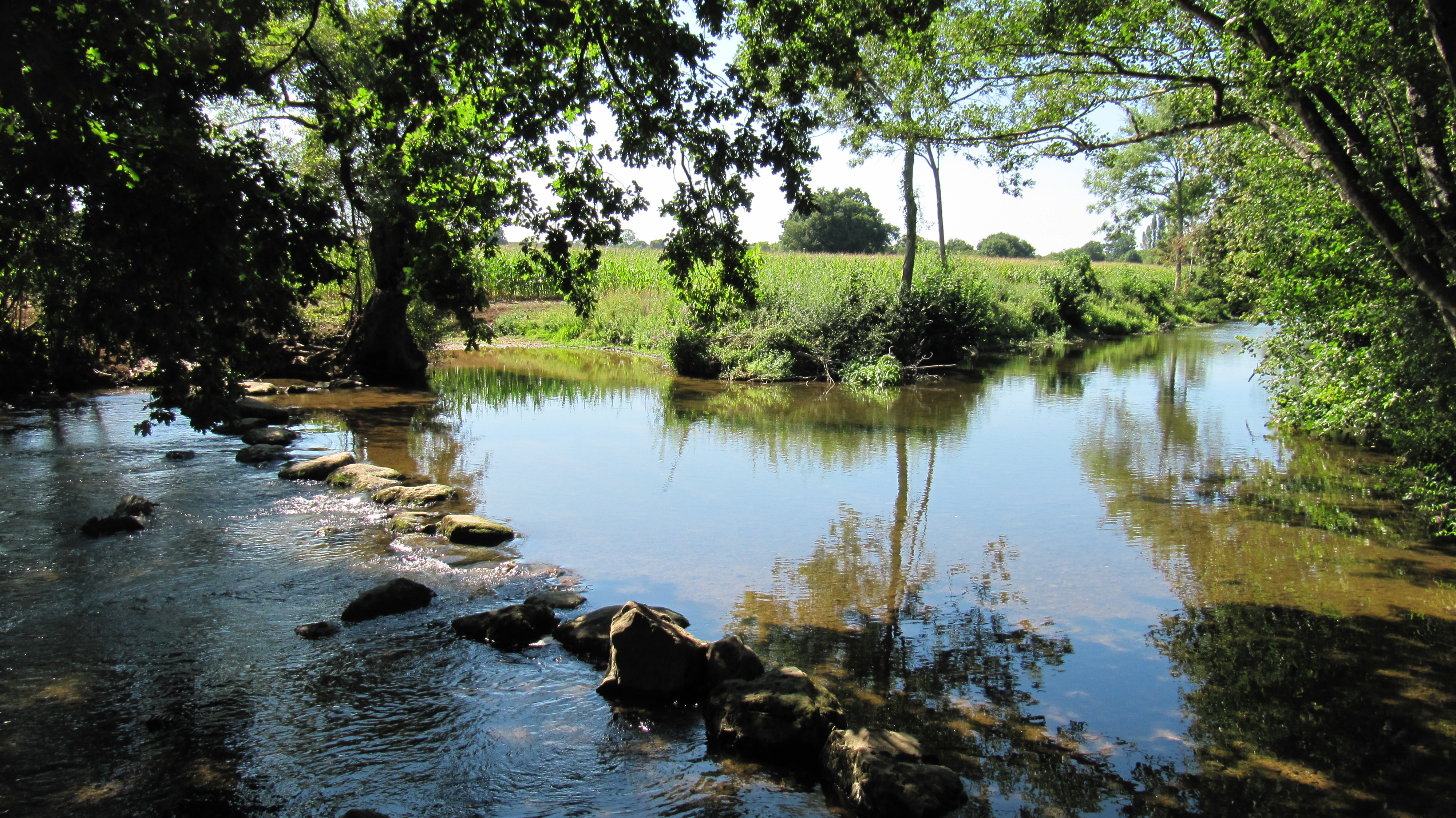
La Vègre.

Fontenay-sur-Vègre est une commune sarthoise située à 15 km au nord de Sablé-sur-Sarthe et 40 km au sud-ouest du Mans. La commune est bordée par la Vègre.
Les communes limitrophes sont  Asnières-sur-Vègre, Chantenay-Villedieu, Chevillé, Poillé-sur-Vègre et Tassé.
|                  | Chevillé           |                     |
| Poillé-sur-Vègre | Fontenay-sur-Vègre | Chantenay-Villedieu |
|                  | Asnières-sur-Vègre | Tassé               |

### Climat
Pour des articles plus généraux, voir Climat des Pays de la Loire et Climat de la Sarthe.
En 2010, le climat de la commune est de type climat océanique dégradé des plaines du Centre et du Nord, selon une étude du CNRS s'appuyant sur une série de données couvrant la période 1971-2000. En 2020, Météo-France publie une typologie des climats de la France métropolitaine dans laquelle la commune est exposée à un climat océanique et est dans la région climatique  Moyenne vallée de la Loire, caractérisée par une bonne insolation (1 850 h/an) et un été peu pluvieux. 
Pour la période 1971-2000, la température annuelle moyenne est de 11,4 °C, avec une amplitude thermique annuelle de 14,2 °C. Le cumul annuel moyen de précipitations est de 692 mm, avec 11,8 jours de précipitations en janvier et 6,6 jours en juillet. Pour la période 1991-2020, la température moyenne annuelle observée sur la station météorologique de Météo-France la plus proche, sur la commune de Saint-Loup-du-Dorat à 15 km à vol d'oiseau, est de 12,2 °C et le cumul annuel moyen de précipitations est de 760,0 mm,. Pour l'avenir, les paramètres climatiques de la commune estimés pour 2050 selon différents scénarios d'émission de gaz à effet de serre sont consultables sur un site dédié publié par Météo-France en novembre 2022.

## Urbanisme

### Typologie
Au 1er janvier 2024, Fontenay-sur-Vègre est catégorisée commune rurale à habitat dispersé, selon la nouvelle grille communale de densité à sept niveaux définie par l'Insee en 2022.
Elle est située hors unité urbaine. Par ailleurs la commune fait partie de l'aire d'attraction de Sablé-sur-Sarthe, dont elle est une commune de la couronne,. Cette aire, qui regroupe 39 communes, est catégorisée dans les aires de moins de 50 000 habitants,.

### Occupation des sols
L'occupation des sols de la commune, telle qu'elle ressort de la base de données européenne d’occupation biophysique des sols Corine Land Cover (CLC), est marquée par l'importance des territoires agricoles (99,8 % en 2018), une proportion identique à celle de 1990 (99,8 %). La répartition détaillée en 2018 est la suivante : 
terres arables (73,8 %), prairies (19,9 %), zones agricoles hétérogènes (6,1 %), forêts (0,2 %). L'évolution de l’occupation des sols de la commune et de ses infrastructures peut être observée sur les différentes représentations cartographiques du territoire : la carte de Cassini (XVIIIe siècle), la carte d'état-major (1820-1866) et les cartes ou photos aériennes de l'IGN pour la période actuelle (1950 à aujourd'hui).

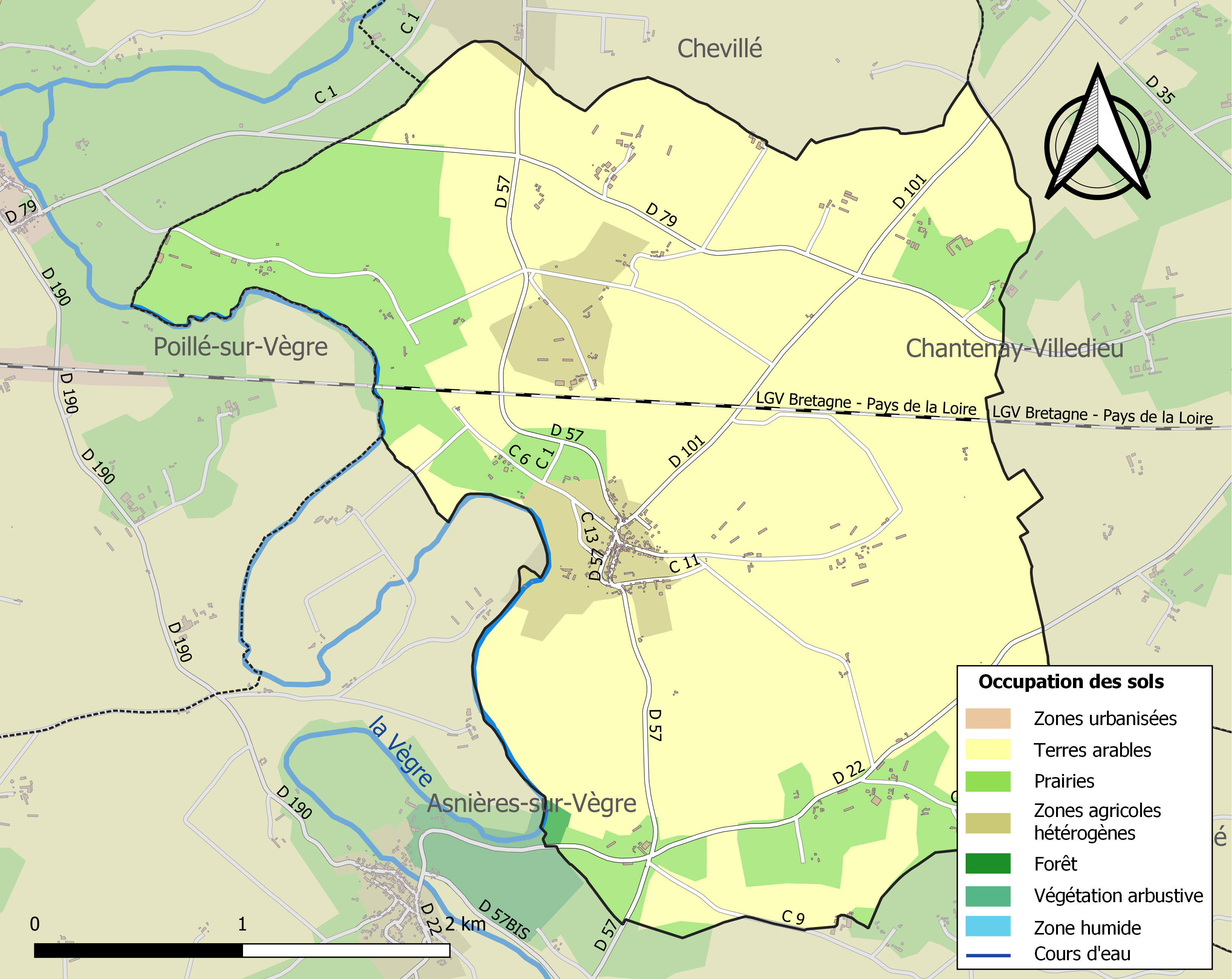
Carte des infrastructures et de l'occupation des sols de la commune en 2018 (CLC).

## Histoire
Même si des traces d'occupations sont attestées aux temps préhistoriques sur les bords de la Vègre, le village date au moins du Moyen Âge comme en témoigne le manoir de la famille Goupil de Bouille dont le corps de logis date du début du XIVe siècle.
On trouve la trace d'une famille huguenote : les "Le Vayer".
Le village figure sur la carte de Cassini issue de relevés effectués entre 1756 et 1789.
Fontenay est aussi concernée par la première expérience publique de communication à distance, le télégraphe Chappe, le 2 mars 1791, entre le village natal de Chappe, Brûlon et le village de Parcé distants de 14 km.
La commune est dénommée Fontenay en 1793 puis Fontenay-sur-Vègre à partir de 1933.
Des avant-gardes d'uhlans de l'armée prussienne auraient été observées sur le territoire de la commune et ses environs  (en direction des ponts de Poillé et d'Asnières-sur-Vègre) après la bataille d'Auvours au sud-ouest du Mans les 11 et 12 janvier 1871, pour couvrir le déploiement  des troupes prussiennes vers au nord Sillé-le-Guillaume et au sud Meslay-du-Maine (batailles respectives à partir du 15 janvier 1871)[réf. nécessaire].

## Politique et administration

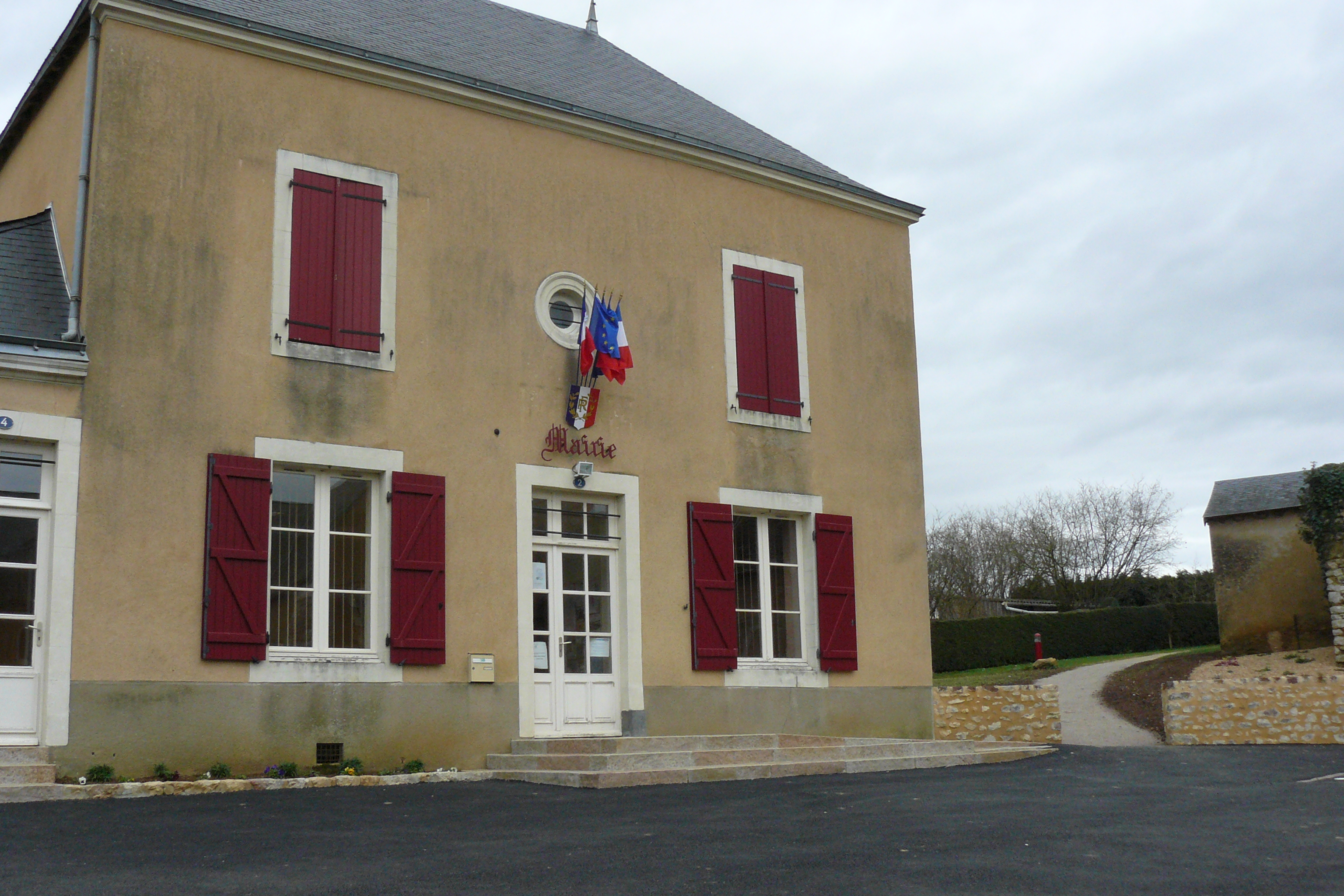
La mairie.

| Période                                  | Période      | Identité          | Étiquette | Qualité                           |
| ---------------------------------------- | ------------ | ----------------- | --------- | --------------------------------- |
| juin 1995                                | octobre 2004 | Raymond Féau      | SE        | Mécanicien agricole retraité      |
| octobre 2004                             | mars 2014    | Catherine Girault | SE        | Exploitante agricole              |
| mars 2014                                | En cours     | Monique Lhôpital  | SE        | Retraitée de la fonction publique |
| Les données manquantes sont à compléter. |              |                   |           |                                   |

## Population et société

### Démographie
L'évolution du nombre d'habitants est connue à travers les recensements de la population effectués dans la commune depuis 1793. Pour les communes de moins de 10 000 habitants, une enquête de recensement portant sur toute la population est réalisée tous les cinq ans, les populations de référence des années intermédiaires étant quant à elles estimées par interpolation ou extrapolation. Pour la commune, le premier recensement exhaustif entrant dans le cadre du nouveau dispositif a été réalisé en 2007.
En 2022, la commune comptait 309 habitants, en évolution de −5,5 % par rapport à 2016 (Sarthe : −0,25 %, France hors Mayotte : +2,11 %).
| 1793 | 1800 | 1806 | 1821 | 1831 | 1836 | 1841 | 1846 | 1851 |
| ---- | ---- | ---- | ---- | ---- | ---- | ---- | ---- | ---- |
| 600  | 596  | 634  | 679  | 734  | 731  | 753  | 770  | 741  |

| 1856 | 1861 | 1866 | 1872 | 1876 | 1881 | 1886 | 1891 | 1896 |
| ---- | ---- | ---- | ---- | ---- | ---- | ---- | ---- | ---- |
| 742  | 702  | 650  | 617  | 601  | 547  | 552  | 543  | 476  |

| 1901 | 1906 | 1911 | 1921 | 1926 | 1931 | 1936 | 1946 | 1954 |
| ---- | ---- | ---- | ---- | ---- | ---- | ---- | ---- | ---- |
| 464  | 453  | 448  | 439  | 443  | 443  | 409  | 403  | 419  |

| 1962 | 1968 | 1975 | 1982 | 1990 | 1999 | 2006 | 2007 | 2012 |
| ---- | ---- | ---- | ---- | ---- | ---- | ---- | ---- | ---- |
| 418  | 362  | 320  | 272  | 247  | 295  | 316  | 319  | 344  |

| 2017 | 2022 | - | - | - | - | - | - | - |
| ---- | ---- | - | - | - | - | - | - | - |
| 324  | 309  | - | - | - | - | - | - | - |

### Manifestations culturelles et festivités
- Feu d'artifice sur le plan d'eau : fin juin.
- Bric à brac : deuxième dimanche de septembre.

## Économie
La commune, de superficie plutôt réduite, comporte une douzaine d'exploitations agricoles essentiellement tournées vers l'élevage avicole (ce qui s'explique par la proximité de Loué renommée pour ses volailles et par l'emprise du groupe LDC - Le Gaulois basé à Sablé-sur-Sarthe).
Un entrepreneur en maçonnerie générale est présent ainsi qu'une couturière au cœur du village et quelques assistantes maternelles. Le restaurant Le Saint-Philibert, inauguré par le premier ministre François Fillon en 2006, propose la presse du jour ou hebdomadaire locale, un dépôt de pain et de bouteilles de gaz, est relais pour des opérations bancaires de base pour les clients du Crédit agricole Anjou-Maine.
Si le secteur touristique est peu développé, le restaurant retient les touristes de passage. Le territoire comprend plusieurs gîtes touristiques dont un trois épis, susceptible d'accueillir jusqu'à douze personnes.
Les services publics sont principalement à Brûlon situé à 5 km (poste, pharmacie, maison médicale, ambulance…). La commune dépend du centre de secours de Chantenay-Villedieu.
Une école membre d'un SIVOS accueille deux classes, maternelle et élémentaire. Une aire de loisirs composée d'un espace vert partiellement boisé avec étang pour la pêche, tables de pique-nique, jeux pour les enfants, un chemin pédestre longe la rivière la Vègre.

## Culture locale et patrimoine

### Lieux et monuments

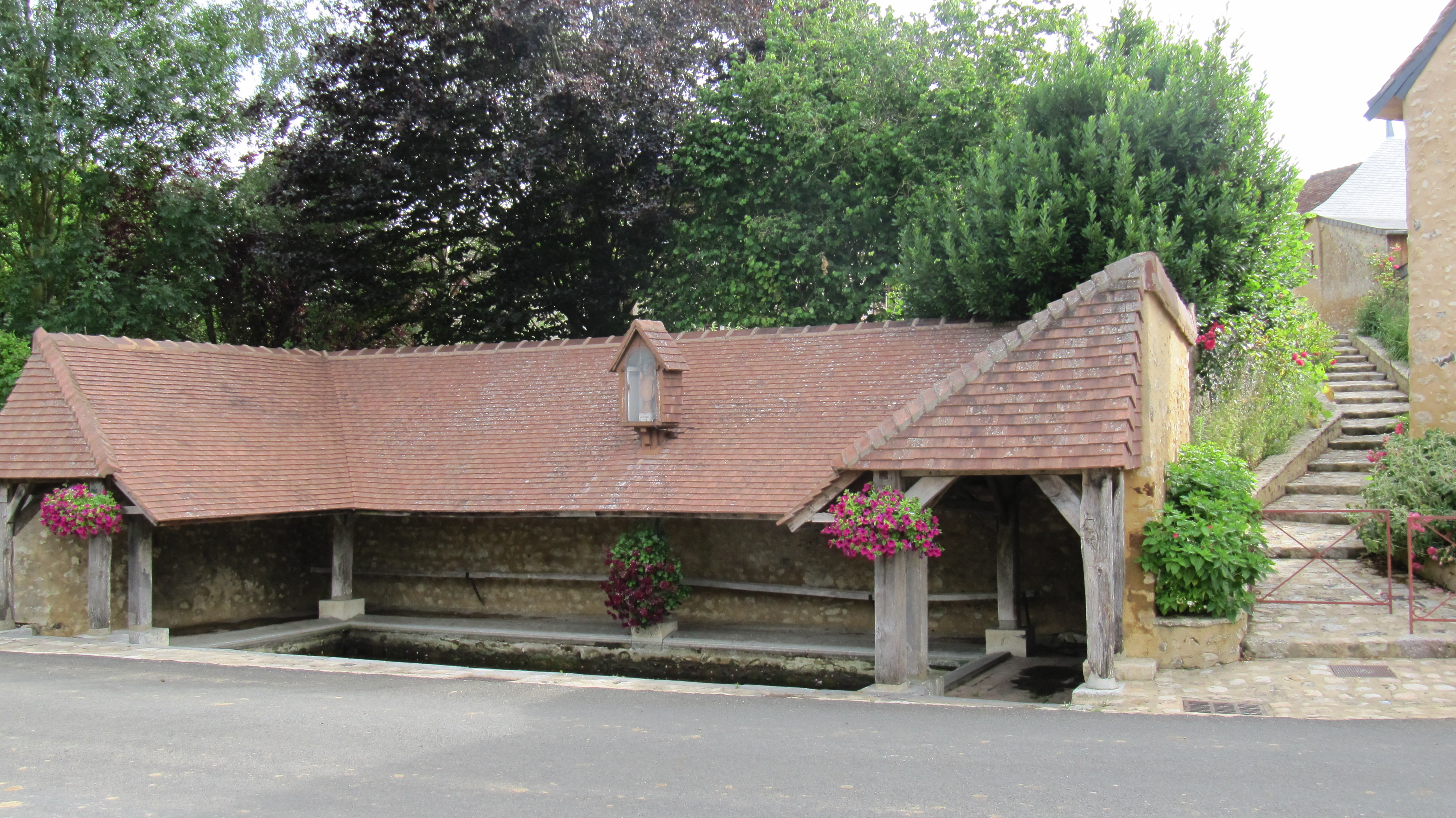
Le lavoir.

Le village date du Moyen Âge : il comprend plusieurs belles constructions.
- Le lavoir Saint-Philibert et l'église du même nom, récemment restaurée.
- Le logis de Fontenay : manoir seigneurial des XIVe et XVe siècles (corps de logis du début du XIVe, agrandi au XVe siècle) et qui a servi de décor, en 1997, au tournage du film de cape et d'épée L'Homme au masque de fer avec Leonardo DiCaprio, Gérard Depardieu, Jeremy Irons, John Malkovich, Gabriel Byrne.
- Au moins deux autres belles demeures dans la rue des lavandières du Moyen Âge tardif/début Renaissance : l'une dotée d'une tour ronde, l'autre d'une tour carrée.

### Héraldique
|  | Les armoiries de Fontenay-sur-Vègre peuvent se blasonner ainsi : Parti: au 1er de gueules à la crosse d'or brochant sur une fontaine héraldique d'argent de trois sources, remplie d'azur, au 2e mi-parti d'azur à la fleur de lis d'or; le tout enfermé dans une bordure partie d'or et de gueules. Adopté en juin 2015. |